# 李雲竜
李 雲竜（り うんりゅう）は、中華民国の軍人。北京政府、直隷派、国民軍に属した。原名は秉信。字は虎臣。号は実生。

## 事跡
1911年（宣統3年）10月の西安起義に参加する。その後は革命派の秦隴復漢軍が成立すると、陝西省革命派人士である同軍兵馬大都督・張雲山の配下となった。李雲竜は護国戦争（第三革命）にも参加する。さらに1918年（民国7年）1月に胡景翼らが三原で陝西督軍陳樹藩との戦いを開始すると、これにも参加した。胡が組織した陝西靖国軍で李は第2支隊司令となり、同年8月には第4路第4支隊司令となった。
1924年（民国13年）の北京政変（首都革命）では豊台、通州に展開し、天津の直隷軍撃破に貢献した。胡景翼は馮玉祥率いる国民軍に加わり、李雲竜も国民軍第2軍第10旅旅長に就任。河南省へ進軍した。1925年（民国14年）には、河南省をめぐる胡と憨玉琨との戦い（胡憨之戦）に参加している。李は密県を確保し、滎陽から向かった胡景翼率いる第2軍主力（第1師及び楊瑞軒・李鴻翥の2個旅）とともに東の洛陽を目指した。また南東からは郟県に展開する樊鍾秀と、禹県の鄧瑜、蒋世杰の2個旅が北進しており、いずれも洛陽東隣の偃師にて合流し、憨の退路を断つ作戦であった。3月4日、憨玉琨を黒石関にて撃破。その戦いぶりから「常勝将軍」と称された。胡急逝後の1925年（民国14年）5月、執政段祺瑞から陝西督弁に任命された呉新田隷下の兵士が中学のサッカー部員とトラブルを引き起こし、民衆の間に辞任デモが巻き起こると、孫岳率いる国民第3軍はそれに乗じて陝西省への軍事侵攻を開始。同年7月、李も西安へと派兵し、呉新田を下野に追いやった。
8月、陝西軍務善後事宜兼河南国民軍第2混成旅旅長に任命された。
馮玉祥が西北国民軍総司令兼甘粛督弁に任命されると、李は1926年（民国15年）1月に孫岳の後任として署理陝西督弁に任命される。しかし同月、呉佩孚の討賊聯軍は河南省進攻を決意（鄂豫戦争）、東から靳雲鶚の第1軍、西から劉鎮華の陝甘軍、南から寇英傑の第2路軍がそれぞれ侵攻を開始した。李は岳維峻の要請で河南省に進出。2月に国民軍第2軍第10師師長に任命された。3月1日、第2軍は鄭州を放棄。6日、岳とともに汽車で洛陽に到着したが、地元の紅槍会に弾薬を積載した貨車を襲撃され、更に西へ逃れ、4月西安に辿り着いた。それを追って来た劉鎮華は鎮嵩軍を復活させ、7万の兵を以て西安城を取り囲んだ。当初、城内は李の残兵と第12混成旅残部の2個団、計5000人に過ぎなかったが、のち李の要請で第3軍から三原の楊虎城らも合流した。李は、指揮系統を円滑にするため部隊名を「陝軍」に統一し、李が司令官、楊と田玉潔が副司令に就任。李雲竜（虎臣）と楊虎城は両者とも名前に「虎」が付くことから、「二虎守西安」と称された。以降、8か月にわたり籠城戦を持ちこたえた。
その間、外の情勢は大きく変わっていた。7月には国民革命軍が武漢を陥落させて呉佩孚を河南省へ追いやり、9月には五原誓師を経て馮が国民革命軍に加入し国民聯軍を称すると、籠城中の李もこれに従った。10月に国民聯軍本隊の援軍を得て鎮嵩軍は瓦解し、11月16日にようやく西安は解放された。しかし城内の犠牲は凄まじく、軍民合わせて5万人以上の戦死者・餓死者を出し、西安は墓穴で溢れかえったという。
1927年（民国16年）1月6日、胡景詮とともに河南省入りし、宝豊県、魯山県、臨汝県に進出した。6月、国民革命軍西北軍（第2集団軍南路軍）第8路総司令に任命され、10月、国民革命軍東路副指揮となった。1928年（民国17年）、北伐に参加し、国民革命軍第2集団軍第16軍軍長兼国民政府軍事委員会委員に任命された。北伐後、新編第3師師長に任命される。その後、軍縮に伴い、1930年（民国19年）に第34師副師長に任命され、1931年（民国20年）、新編第3師師長に再び返り咲いた。しかし李は、中国共産党討伐に従事することを望まず、まもなく辞任・帰郷した。
以後、李雲竜は地元の名士として、学校建設や実業振興に取り組み、また、陝西省臨時参議会参議員もつとめた。1946年（民国35年）、陸軍中将銜を授与されている。中華人民共和国建国後も大陸に留まり、陝西省政治協商会議委員に任命された。
1954年、病没。享年65。

## 注
1. 1 2 3 4 5 6 7  杨 2001, p. 499.
2. ↑  丁 2007, p. 43.
3. ↑  邓书杰,李 梅,吴晓莉,苏继红 (2005). 风暴来临（1920－1929）. 中国历史大事详解3. 吉林音像出版社. p. 479
4. ↑   蔣介石年譜（1887～1926）. 九州出版社. (2012). p. 1125
5. ↑  杨 2001, p. 345.
6. ↑  “1927年” (中国語).   河南省情网_河南省地方史志办公室. 2017年8月11日時点のオリジナルよりアーカイブ。2020年4月29日閲覧。